# Kendra (serie de televisión)
Kendra es una serie de televisión americana de la cadena E!. Inició el 7 de junio de 2009. El programa se basa en la modelo - y exnovia del propietario de la revista Playboy, Hugh Hefner, Kendra Wilkinson. Narra su vida después de salir de la Mansión Playboy, incluyendo la participación de su actual pareja el jugador de fútbol americano Hank Baskett y su maternidad.

## Precedente
Kendra es la continuación de la vida de la "Next Door Girl" Kendra Wilkinson. Ahora se encuentra en una encrucijada en su vida, ya que deja atrás los lujos y comodidades de la Mansion Playboy y comienza a vivir por su cuenta por primera vez. Recién casada con el jugador de las Águilas de Filadelfia Hank Baskett, Kendra lucha por encontrar un equilibrio entre ser una buena esposa, ama de casa, su nueva maternidad y la diversión, el estilo de vida desinhibido que ha vivido siempre. El 11 de diciembre ella dio a luz al pequeño Hank IV.

## Reparto
- Kendra Wilkinson
- Hank Baskett III
- Hank Baskett IV
- Brittany Binger
- Amber Campisi

## Índices de audiencia
Kendra debutó como la serie de TV del canal E! con mayor índice de audiencia desde The Anna Nicole Show en 2002.
El show, que en Estados Unidos se transmite los domingos a las 10pm tiene un promedio de 2.6 millones de espectadores y una preferencia del 1.8 % de índice de audiencia entre personas de 18 a 49 años.
La segunda temporada del show fue confirmada por Wilkinson, por medio de su Facebook.

## Episodios
Para ver la lista de episodios ir a: Anexo:Episodios de Kendra.